# H'Ssyia
H'Ssyia (àrab حصيا) és una comuna rural de la província de Tinghir de la regió de Drâa-Tafilalet. Segons el cens de 2014 tenia una població total de 13.741 persones.